# Zelotes skinnerensis
Zelotes skinnerensis este o specie de păianjeni din genul Zelotes, familia Gnaphosidae, descrisă de Norman I. Platnick și Prentice, 1999. Conform Catalogue of Life specia Zelotes skinnerensis nu are subspecii cunoscute.